# Joel Brandenstein/Diskografie
Diese Diskografie ist eine Übersicht über die musikalischen Werke des deutschen Popsängers Joel Brandenstein. Seine erfolgreichste Veröffentlichung ist die Single Best of Us mit über 200.000 verkauften Einheiten.

## Alben

### Studioalben

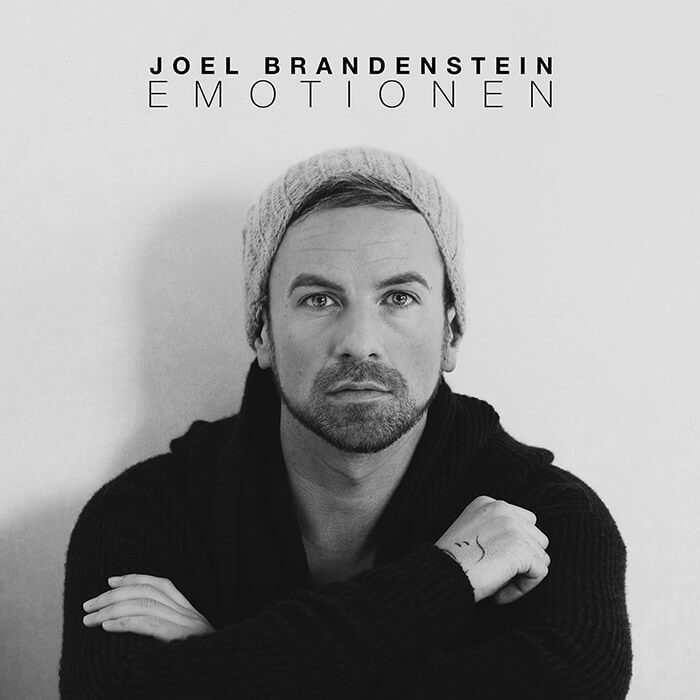
Frontcover zu Emotionen.

| Jahr | Titel Musiklabel                         | Höchstplatzierung, Gesamtwochen, AuszeichnungChartplatzierungen (Jahr, Titel, Musiklabel, Platzierungen, Wochen, Auszeichnungen, Anmerkungen) | Höchstplatzierung, Gesamtwochen, AuszeichnungChartplatzierungen (Jahr, Titel, Musiklabel, Platzierungen, Wochen, Auszeichnungen, Anmerkungen) | Höchstplatzierung, Gesamtwochen, AuszeichnungChartplatzierungen (Jahr, Titel, Musiklabel, Platzierungen, Wochen, Auszeichnungen, Anmerkungen) | Anmerkungen                           |
| Jahr | Titel Musiklabel                         | DE | AT | CH | Anmerkungen                           |
| ---- | ---------------------------------------- | --- | --- | --- | ------------------------------------- |
| 2017 | Emotionen Starwatch Entertainment (Sony) | DE1 (10 Wo.)DE | AT8 (1 Wo.)AT | CH16 (1 Wo.)CH | Erstveröffentlichung: 30. März 2017   |
| 2020 | Frei Freie Musik (Sony)                  | DE3 (6 Wo.)DE | — | CH13 (2 Wo.)CH | Erstveröffentlichung: 17. Juli 2020   |
| 2023 | Schwarz & Bunt Freie Musik (Sony)        | DE2 (1 Wo.)DE | AT23 (1 Wo.)AT | CH21 (1 Wo.)CH | Erstveröffentlichung: 3. Februar 2023 |

### Kompilationen
| Jahr | Titel Musiklabel                               | Anmerkungen                          |
| ---- | ---------------------------------------------- | ------------------------------------ |
| 2019 | Joel’s Lieblingslieder Freie Musik (recordJet) | Erstveröffentlichung: 23. April 2019 |

### EPs
| Jahr | Titel Musiklabel             | Anmerkungen                |
| ---- | ---------------------------- | -------------------------- |
| 2016 | Wie alles begann Freie Musik | Erstveröffentlichung: 2016 |

## Singles

### Als Leadmusiker

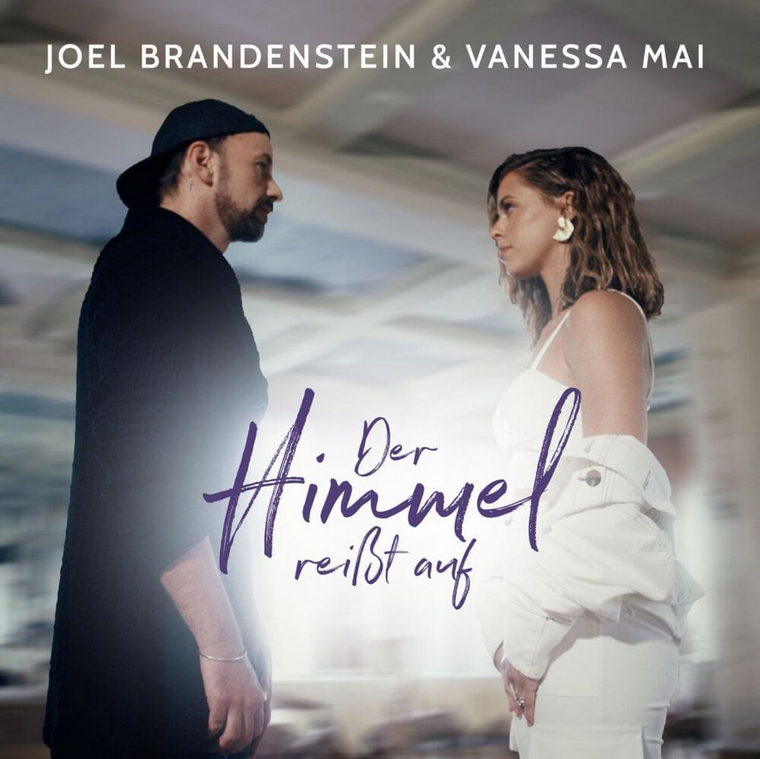
Frontcover zu Der Himmel reißt auf.

| Jahr | Titel Album                         | Höchstplatzierung, Gesamtwochen, AuszeichnungChartplatzierungen (Jahr, Titel, Album, Platzierungen, Wochen, Auszeichnungen, Anmerkungen) | Höchstplatzierung, Gesamtwochen, AuszeichnungChartplatzierungen (Jahr, Titel, Album, Platzierungen, Wochen, Auszeichnungen, Anmerkungen) | Höchstplatzierung, Gesamtwochen, AuszeichnungChartplatzierungen (Jahr, Titel, Album, Platzierungen, Wochen, Auszeichnungen, Anmerkungen) | Anmerkungen                                                |
| Jahr | Titel Album                         | DE | AT | CH | Anmerkungen                                                |
| ---- | ----------------------------------- | --- | --- | --- | ---------------------------------------------------------- |
| 2014 | Diese Liebe –                       | DE18 (1 Wo.)DE | AT74 (1 Wo.)AT | CH30 (1 Wo.)CH | Erstveröffentlichung: 14. Dezember 2014                    |
| 2015 | Grenzenlos –                        | DE20 (2 Wo.)DE | — | — | Erstveröffentlichung: 21. August 2015                      |
| 2015 | Lebenskraft –                       | DE36 (1 Wo.)DE | — | — | Erstveröffentlichung: 11. Dezember 2015                    |
| 2016 | Bis meine Welt die Augen schließt – | DE86 (1 Wo.)DE | — | — | Erstveröffentlichung: 13. Mai 2016 mit Knappe              |
| 2016 | Diese Liebe –                       | — | — | — | Erstveröffentlichung: 17. Juni 2016                        |
| 2016 | Polaroid Emotionen                  | — | — | — | Erstveröffentlichung: 9. Dezember 2016                     |
| 2017 | Zeitmaschine Emotionen              | — | — | — | Erstveröffentlichung: 10. Februar 2017                     |
| 2017 | Farbenmeer Emotionen                | — | — | — | Erstveröffentlichung: 3. März 2017                         |
| 2017 | Schwarzweiß Emotionen               | — | — | — | Erstveröffentlichung: 23. Juni 2017                        |
| 2018 | Blindflug Emotionen                 | — | — | — | Erstveröffentlichung: 4. Mai 2018                          |
| 2019 | Frei                                | — | — | — | Erstveröffentlichung: 20. Dezember 2019                    |
| 2020 | Dein Applaus Frei                   | — | — | — | Erstveröffentlichung: 14. Februar 2020                     |
| 2020 | Der Himmel reißt auf Frei           | DE89 (1 Wo.)DE | — | — | Erstveröffentlichung: 8. Mai 2020 mit Vanessa Mai          |
| 2020 | Halt mich noch einmal fest –        | — | — | — | Erstveröffentlichung: 18. September 2020                   |
| 2021 | Wegen dir Schwarz & Bunt            | — | — | — | Erstveröffentlichung: 26. November 2021                    |
| 2023 | Jemand –                            | — | — | — | Erstveröffentlichung: 22. Dezember 2023 feat. Sarah Engels |

### Als Gastmusiker
| Jahr | Titel Album           | Höchstplatzierung, Gesamtwochen, AuszeichnungChartplatzierungen (Jahr, Titel, Album, Platzierungen, Wochen, Auszeichnungen, Anmerkungen) | Höchstplatzierung, Gesamtwochen, AuszeichnungChartplatzierungen (Jahr, Titel, Album, Platzierungen, Wochen, Auszeichnungen, Anmerkungen) | Höchstplatzierung, Gesamtwochen, AuszeichnungChartplatzierungen (Jahr, Titel, Album, Platzierungen, Wochen, Auszeichnungen, Anmerkungen) | Anmerkungen                                                                                             |
| Jahr | Titel Album           | DE | AT | CH | Anmerkungen                                                                                             |
| ---- | --------------------- | --- | --- | --- | --- |
| 2016 | Nie vergessen –       | DE69 (1 Wo.)DE | — | — | Erstveröffentlichung: 29. April 2016 Fuju feat. Joel Brandenstein; Original: Glasperlenspiel            |
| 2016 | Und wenn ein Lied –   | — | — | — | Erstveröffentlichung: 9. September 2016 Max + Johann feat. Joel Brandenstein; Original: Söhne Mannheims |
| 2017 | Was immer du willst – | — | — | — | Erstveröffentlichung: 1. Oktober 2017 Henry Lehmann feat. Joel Brandenstein                             |
| 2019 | Danke –               | — | — | — | Erstveröffentlichung: 12. Juli 2019 Mijo feat. Joel Brandenstein                                        |
| 2020 | Best of Us –          | DE78 Gold · (8 Wo.)DE | — | — | Erstveröffentlichung: 25. Juni 2020 Verkäufe: + 200.000; als Teil von Wier                              |
| 2022 | Freiheit –            | — | — | — | Erstveröffentlichung: 13. Mai 2022 ela. feat. Joel Brandenstein                                         |
| 2022 | Regen –               | DE70 (1 Wo.)DE | — | — | Erstveröffentlichung: 25. November 2022 Samra feat. Joel Brandenstein                                   |

## Musikvideos
| Jahr | Titel                  | Regisseur(e)                 |
| ---- | ---------------------- | ---------------------------- |
| 2014 | Diese Liebe            | Marvin Ströter               |
| 2015 | Grenzenlos             | Christopher Johann           |
| 2015 | Lebenskraft            | Marvin Ströter               |
| 2016 | Nie vergessen          |                              |
| 2016 | Und wenn ein Lied      | Viktor Heinz, Marvin Ströter |
| 2016 | Polaroid               | Marvin Ströter               |
| 2016 | Zeitmaschine           | Marvin Ströter               |
| 2017 | Farbenmeer             | Marvin Ströter               |
| 2017 | Schwarzweiß            | Marvin Ströter               |
| 2017 | Einer liebt immer mehr |                              |
| 2018 | Blindflug              |                              |
| 2019 | Frei                   |                              |
| 2020 | Dein Applaus           |                              |
| 2020 | Der Himmel reißt auf   | Mikis Fontagnier             |
| 2020 | Blauer Fleck           | Marvin Ströter               |
| 2020 | Best of Us             |                              |
| 2020 | Endstation             |                              |
| 2021 | Wegen dir              |                              |
| 2022 | Laute Liebe            |                              |
| 2022 | Freiheit               | Roman Romacher               |
| 2022 | Kein Zufall            |                              |
| 2022 | Gegengift              |                              |
| 2022 | Regen                  | Lux Movie                    |
| 2022 | Krankes Herz           |                              |
| 2023 | Fremde                 | Roman Romacher               |
| 2023 | Jemand                 | Roman Romacher               |

## Sonderveröffentlichungen

### Alben
| Jahr | Titel Musiklabel                              | Anmerkungen                                                              |
| ---- | --------------------------------------------- | ------------------------------------------------------------------------ |
| 2017 | Keller Akustik Starwatch Entertainment (Sony) | Erstveröffentlichung: 31. März 2017 Teil von Emotionen (Limited-Edition) |
| 2020 | Aus Rosenstraße 26 Freie Musik (Sony)         | Erstveröffentlichung: 17. Juli 2020 Teil von Frei (Deluxe-Edition)       |

### Lieder
| Jahr | Titel Musiklabel                                 | Anmerkungen                                                            |
| ---- | ------------------------------------------------ | ---------------------------------------------------------------------- |
| 2017 | 20.000 Meilen Xaviers Wunschkonzert Live, Vol. 3 | Erstveröffentlichung: 25. August 2017 Original: Xavier Naidoo          |
| 2017 | Ist da jemand Xaviers Wunschkonzert Live, Vol. 3 | Erstveröffentlichung: 25. August 2017 mit Nicole; Original: Adel Tawil |

## Promoveröffentlichungen
| Jahr | Titel Album                 | Anmerkungen                             |
| ---- | --------------------------- | --------------------------------------- |
| 2022 | Laute Liebe Schwarz & Bunt  | Erstveröffentlichung: 11. Februar 2022  |
| 2022 | Kein Zufall Schwarz & Bunt  | Erstveröffentlichung: 9. September 2022 |
| 2022 | Gegengift Schwarz & Bunt    | Erstveröffentlichung: 11. November 2022 |
| 2022 | Krankes Herz Schwarz & Bunt | Erstveröffentlichung: 2. Dezember 2022  |
| 2023 | Fremde Schwarz & Bunt       | Erstveröffentlichung: 13. Januar 2023   |

## Statistik

### Chartauswertung
|                     | DE    | AT    | CH    |
| ------------------- | ----- | ----- | ----- |
| Nummer-eins-Alben   | DE1DE | AT—AT | CH—CH |
| Top-10-Alben        | DE3DE | AT1AT | CH—CH |
| Alben in den Charts | DE3DE | AT2AT | CH3CH |

|                       | DE    | AT    | CH    |
| --------------------- | ----- | ----- | ----- |
| Nummer-eins-Singles   | DE—DE | AT—AT | CH—CH |
| Top-10-Singles        | DE—DE | AT—AT | CH—CH |
| Singles in den Charts | DE8DE | AT1AT | CH1CH |

### Auszeichnungen für Musikverkäufe
Anmerkung: Auszeichnungen in Ländern aus den Charttabellen bzw. Chartboxen sind in ebendiesen zu finden.
| Land/RegionAuszeichnungen für Musikverkäufe (Land/Region, Auszeichnungen, Verkäufe, Quellen) | Gold  | Platin | Verkäufe | Quellen           |
| -------------------------------------------------------------------------------------------- | ----- | ------ | -------- | ----------------- |
| Deutschland (BVMI)                                                                           | Gold1 | —      | 200.000  | musikindustrie.de |
| Insgesamt                                                                                    | Gold1 | —      |          |                   |